# Hans Pöhl
Hans Pöhl (Suur-Nõmmküla, 15 de agosto de 1876 - Tallin, 22 de enero de 1930) fue un político estonio, considerado uno de los principales representantes de la minoría sueca en Estonia durante el período de entreguerras.

## Biografía
Hans Pöhl nació en una familia sueco estonia. De 1886 a 1890 asistió a la escuela primaria en Sutlepa, al oeste de Estonia, y luego a la escuela urbana en lengua rusa de Haapsalu. Los viajes de estudio lo llevaron a Oxford y Cambridge. En 1912, Pöhl completó sus estudios de alemán e inglés en la Universidad Estatal de San Petersburgo. Posteriormente, Pöhl trabajó como profesor de secundaria en Suecia, en Noarootsi (al oeste de Estonia) y en Tallin. 
Incluso antes de la Primera Guerra Mundial, Pöhl estaba firmemente comprometido con los intereses de los suecos estonios. Fue, entre otras cosas, el fundador de las escuelas suecas, de la Asociación Cultural Sueca de Estonia (en sueco: Svenska Folkförbundet), de la Asociación Educativa Sueca (en sueco: Svenska Odlingens Vänner) y de la escuela agrícola en lengua sueca de Pürksi. Además, Pöhl trabajó como sacristán de la comunidad eclesiástica sueco-finlandesa en Tallin y en la Sociedad Misionera Sueca. Durante mucho tiempo fue director del Hogar de Marineros de Tallin.
Con la independencia de Estonia en 1918, Pöhl entró en política activa. Desde diciembre de 1918 hasta mayo de 1919, Pöhl fue ministro de Asuntos de las Minorías Suecas en el gobierno provisional del primer ministro Konstantin Päts. Luego representó a la minoría sueca en la Asamblea Constituyente de la República de Estonia.
En la década de 1920 escribió libros de texto para la enseñanza del inglés en Estonia y un diccionario inglés-estonio. En 1925, por iniciativa de Pöhl, la minoría sueca también recibió amplios derechos como minoría gracias a la Ley de Autonomía Cultural. La legislación liberal de Estonia sobre las minorías, que también se aplicaba a las poblaciones alemana, rusa y judía, era un modelo en aquella época.
Pöhl fue miembro del Riigikogu en su primer, tercer y cuarto período legislativo. Antes de las elecciones parlamentarias de mayo de 1929, por iniciativa de Pöhl, las minorías de habla alemana y de habla sueca se unieron en una alianza electoral para aunar su fuerza política.
Hans Pöhl murió mientras era miembro del parlamento en enero de 1930. En el cementerio de Hullo, la capital de la isla de Vormsi, una piedra conmemorativa lo recuerda junto a la iglesia de San Olaf. El sucesor de Pöhl como diputado del Riigikogu de la minoría sueca fue Mathias Westerblom.

## Vida personal
En 1906, Pöhl se casó con Lydia Lindström (1878-1955), una sueco estonia de la isla de Vormsi. Poco tiempo después nació su primer hijo, el pastor Hjalmar-Fritjof Pöhl (1908-1964).